# محافظة يوي سي
محافظة يوي سي (بالصينية: 越西县) هي محافظة أسيوية معروفة قديما باسم يويشانغ، تنتمي إلى منطقة ليانغشان ذاتية الحكم، في مقاطعة سيتشوان في وسط جمهورية الصين الشعبية قبل إعادة تسميتها بالاسم الجديد يوي سي وقد سميت بهذا الاسم نسبة لكثرة عبور ممرات المياه فيها لتشكل التضاريس والمناطق فيها، تقع المحافظة تحديدا في الجنوب الغربي من مقاطعة سيتشوان وشمال محافظة ليانغشان، وتقع بين خط طول 102 درجة 20 درجة إلى 102 درجة 54 درجة شرقًا وخط عرض 28 درجة 18 درجة -28 درجة 53 درجة شمالًا، يحدها محافظة ميجو في الشرق، ومحافظة تشاوغيه ومحافظة شيدي في الجنوب، ومحافظة ميانينج في الغرب، ومحافظة جانلوو ومحافظة شيميان في الشمال.

## التاريخ
تتمتع مقاطعة يوي سي بتاريخ طويل، يعود تاريخها إلى أربعة آلاف عام مضت عندما حكم دا يو العظيم المياه، حيث كانت يويشانغ تتبع منطقة ليانغتشو، إحدى مناطق كيوشو، وفي وقت لاحق في فترة ما قبل تشين، كانت تنتمي إلى «جنوب غرب ييدي» وذلك في السنة السادسة من حكم الإمبراطور وو لأسرة هان (111 قبل الميلاد)، ثم تم إنشاء مقاطعة يويشانغ آنذاك واليوم أصبحت مقاطعة يوي سي «محافظة الآن» المجاورة لمحافظة يويشانغ القديمة. وفي تاريخها الحديث تم تحريرها في عام 1950، وانتهى الإصلاح المدني في عام 1956، وتم إلغاء مقاطعة بوكسيون ودمجها في مقاطعة يويكسيو بموافقة مجلس الولاية وأعيد تسميتها باسم مقاطعة يوي سي وحدث ذلك في عام 1959.

## الاقتصاد
تطور الاقتصاد الخاص بالمحافظة بشكل ملحوظ مؤخرا، فوفقا لتقترير وزارة التجارة لجمهورية الصين الشعبية التي اظهرت هيمنة المؤسسات الفردية والخاصة عليه بشكل كبير، وأصبح معدل مساهمة الاقتصاد الخاص في الناتج المحلي الإجمالي للمحافظة قوة مهمة تدفع التنمية الاقتصادية للمحافظة والمقاطعة ككل، في عام 2016، حقق الاقتصاد العام للمحافظة قيمة مضافة قدرها 1671.85 مليون يوان، بزيادة قدرها 118.81 مليون يوان عن العام السابق، بزيادة بمعدل 7.51٪، وتمثل ما نسبته 46.42٪ من الناتج المحلي الإجمالي.

## السياحة
تتخذ السياحة في محافظة يوي سي طريق الحرير الجنوبي كخط رئيسي لها، وتقع جميع المواقع ذات المناظر الخلابة والوجهات السياحية بجوار «الطريق القديم الاثري». تتمحور المواقع السياحية الرئيسية شمال بلدة المقاطعة مثل «الشجرة ذات ثلاثة رؤوس» و «معبد تيان خوانغ»؛ وفي جنوب المدينة يوجد «طريق لينغ غانغ القديم» كمعلم تاريخي ووجهة سياحية.

## الإسلام في المحافظة
تم بناء أول مسجد في مقاطعة يويكسي في منطقة باوان 保安 في نهاية عهد أسرة يوان وأوائل أسرة مينج، من أجل تسهيل عبادة المسلمين الذين يعيشون في الشمال والجنوب، تم نقل مسجد باوان إلى ركن دونهوا لين
المتواجد في المدينة لبناء مسجد جديد بعد الانتهاء من مدينة يويكسي الحجرية في العام 53 للإمبراطور تشيان لونغ في عهد أسرة تشينغ عام (1788).